# 容易受傷的女人 (鄺美雲專輯)
《容易受傷的女人》是鄺美雲的第二十一張大碟，第四張國語專輯，於1993年推出，是她完全投入台灣市場後製作的第二張大碟，專輯的第一主打歌是翻唱王菲粵語歌《容易受傷的女人》的國語版——《容易受傷的女人》。

## 曲目
| 曲序 | 曲名                           | 曲       | 詞            | 編曲        | 附註 |
| 01   | 容易受傷的女人                 | 中島美雪 | 潘美辰 何厚華 | 蘇德華      | 第一主打歌 改編自千秋直美的《口紅》 粵語版為王菲的《容易受傷的女人》 同曲曲目： 梁雁翎《情長路更長》 王菲《容易受傷的女人（國語版）》 邰正宵《情人之間的情人》及 陳明真《愛到如今》 |
| 02   | 現在的我最需要人安慰（節奏版） | 徐嘉良   | 何厚華        | C.Y.Kong    | 第二主打歌 粵語版為《等你一生》 |
| 03   | 你說我無情                     | 潘美辰   | 潘美辰        | 林鑛培      | |
| 04   | 你我算不算在一起               | 袁卓繁   | 潘美辰        | 袁卓繁      | |
| 05   | 我曾經不止一次愛上你           | 潘協慶   | 潘協慶        | 杜自持      | |
| 06   | 我不哭泣                       | 何映達   | 李秀貞        | 盧東尼      | |
| 07   | 媽媽我不哭了（陳威如童聲合唱） | 許卿耀   | 鄺美雲 潘美辰 | 盧東尼      | |
| 08   | 如果你是我的愛（黃卓穎合唱）   | 鄺美雲   | 鄺美雲        | Barry Chung | |
| 09   | 或許我們就是一對               | 蔣三省   | 莫如昇        | Barry Chung | |
| 10   | 現在的我最需要人安慰（風情版） | 徐嘉良   | 何厚華        | 杜自持      | 粵語版為《等你一生》 |

## 唱片版本
- CD版
- 錄音帶版

## 獎項
- 1993年度《金曲龍虎榜》排行第十名